# 纽约电影学院

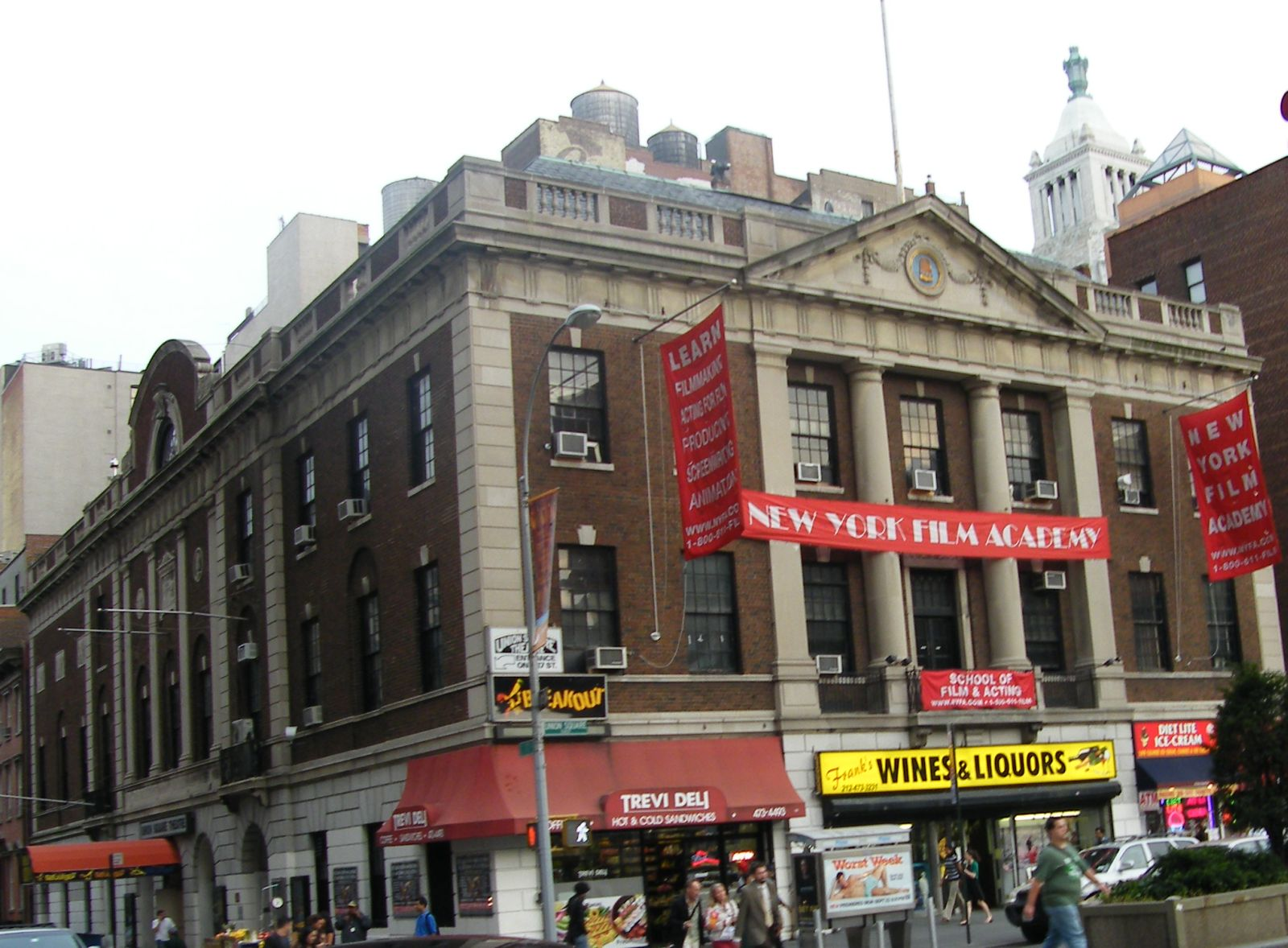
纽约电影学院，中心广场，纽约

纽约电影学院（英語：New York Film Academy，常簡称为NYFA），是一所私立电影学院，创立于1992年。

## 历史
纽约电影学院由身為电影和百老汇制片人的Jerry Sherlock于1992年創立。其原先設於「Tribeca」电影中心，而後在1994年搬至位於聯合廣場的大樓，這棟大樓原是民主黨 (美國)政治運作中心「Tammany Hall」所在地。

## 课程设置
纽约电影学院为学生提供可迅速入门的电影制作课程和电影表演课程。在纽约和好莱坞环球影業开设的一年制課程中，包括了從导演到编剧、摄像到后期电影剪辑的诸多课程。

## 著名校友
曾在纽约电影学院就讀过的知名人士包括：
- 安潔莉娜·裘莉：好莱坞演员，联合国亲善大使）
- 歐文·克萊（Owen Kline）：凱文·克萊（Kevin Kline）和菲比·凱斯（Phoebe Cates）的儿子
- 马克思·史匹柏：史蒂芬·史匹柏史之子
- 杰克·罗宾斯：提姆·羅賓斯之子
- 葛林·漢瑟（Glen Hansard）：电影《Star》男主角和「The Frames」乐队的主唱
- 畢·維納（Brett Ratner）：電影《尖峰时刻》與《X 战警》导演
- Jessica Lee Rose：前YouTubeshow《lonelygirl15》的主角，目前是美国广播公司家庭节目《Greek》的女演员
- 陳湘琪：台灣知名女演員
- 張子丰：香港導演、演員、歌手
- 蘇麗珊：香港知名女演員
- 吳海昕：香港知名女演員